# S Orionis
S Orionis är en pulserande variabel av Mira Ceti-typ  i stjärnbilden Orion. Stjärnan varierar mellan magnitud +7,2 och 13,1 med en period av 434 dygn. Den varierar i radie från 1,9 till 2,3 AE.